# فرانسواز ليبرون
فرانسواز ليبرون (بالفرنسية: Françoise Lebrun)‏ هي كاتبة سيناريو وممثلة فرنسية، ولدت في 1944.

## أعمال

### أفلام
- (1973) الأم والعاهرة[2]
- (2007) قناع الغوص والفراشة[3]

## وصلات خارجية
- فرانسواز ليبرون على موقع IMDb (الإنجليزية)
- فرانسواز ليبرون على موقع قاعدة بيانات الأفلام العربية
- فرانسواز ليبرون على موقع ألو سيني (الفرنسية)
- فرانسواز ليبرون على موقع ميوزك برينز (الإنجليزية)
- فرانسواز ليبرون على موقع أول موفي (الإنجليزية)
- فرانسواز ليبرون على موقع قاعدة بيانات الأفلام السويدية (السويدية)
- فرانسواز ليبرون على موقع قاعدة بيانات الفيلم (الإنجليزية)
- فرانسواز ليبرون على موقع كينوبويسك (الروسية)